# 102e Coupe Grey
La 102e Coupe Grey est le match final de la saison 2014 de la Ligue canadienne de football, au cours duquel se sont affrontés les Tiger-Cats de Hamilton, équipe championne de la division Est, et les Stampeders de Calgary, équipe championne de la division Ouest. Le match s'est déroulé le 30 novembre 2014 dans la ville de Vancouver, en Colombie-Britannique, au BC Place Stadium.